# Moraleja de Sayago
Moraleja de Sayago és un municipi de la província de Zamora a la comunitat autònoma de Castella i Lleó.

## Demografia
| 1991 | 1996 | 2001 | 2004 |
| ---- | ---- | ---- | ---- |
| 322  | 308  | 292  | 206  |